# Centralny Ośrodek Turystyki Górskiej PTTK
Centralny Ośrodek Turystyki Górskiej PTTK – jednostka specjalistyczna Polskiego Towarzystwa Turystyczno-Krajoznawczego, prowadząca niekomercyjną działalność w zakresie popularyzacji turystyki górskiej.
Jego działalność jest prowadzona w oparciu o zapis art. 6 pkt. 5 statutu PTTK. Z inicjatywą utworzenia Centralnego Ośrodka Turystyki Górskiej w Krakowie wystąpił w 1968 działacz PTTK, znawca gór, autor map, panoram i monografii górskich – Edward Moskała. On również upatrzył na siedzibę Ośrodka zaniedbane i chylące się ku ruinie dwie zabytkowe kamieniczki przy ul. Jagiellońskiej.
30 września 1993 przekazano uroczyście, po zrealizowanym remoncie, do użytku dwie zabytkowe kamienice przy ul Jagiellońskiej 6/6a jako siedzibę Centralnego Ośrodka Turystyki Górskiej PTTK, w późniejszym okresie obiektowi temu nadano imię Edwarda Moskały.
Podstawowe zadania realizowane przez COTG PTTK:
- Realizacja zadań stawianych przez Komisję Turystyki Górskiej i Komisję Turystyki Narciarskiej ZG PTTK w porozumieniu z ZG PTTK
- Prowadzenie prac znakarskich na szlakach turystycznych wraz z prowadzeniem ewidencji szlaków górskich mających swój rodowód w PTTK
- Prowadzenie Centralnego Referatu Weryfikacyjnego Górskiej Odznaki Turystycznej PTTK weryfikującego wyższe stopnie odznaki, a także stwarzanie warunków do jej zdobywania (wydawanie i dystrybucja odznak, książeczek i regulaminów)
- Prowadzenie Oficyny Wydawniczej Wierchy, zajmującej się wydawaniem literatury specjalistycznej, w tym rocznika Wierchy, Gazety Górskiej oraz wydawnictw z serii Biblioteka Górska COTG PTTK
- Prowadzenie Centralnej Biblioteki Górskiej PTTK – drugiej co do wielkości zasobów specjalistycznej biblioteki poświęconej górom w Europie.
- Realizacja zadań promocyjnych, w tym spotkań, prelekcji i prezentacji związanych z górami, realizacja projektów z różnych źródeł zewnętrznych, o które COTG występuje (najbardziej znane dotychczas zrealizowane to wsparcie budowy sieci szlaków turystycznych na Ukrainie oraz popularyzacja turystyki zimowej na rakietach śnieżnych).
- Prowadzenie Centralnego Archiwum Turystyki Górskiej, które gromadzi, porządkuje i udostępnia dokumenty z działalności towarzystw turystycznych oraz innych organizacji i instytucji interesujących się górami.
- Wsparcie działalności zlokalizowanych polskich górach ośrodków kultury i historii turystyki górskiej. Mieszczą się one z reguły przy schroniskach PTTK, a ich zadaniem jest gromadzenie, zabezpieczanie i opracowywanie zasobów kulturowych i dokumentów związanych z poszczególnymi rejonami polskich gór. Aktualnie funkcjonują następujące ośrodki:
  - Baraniogórski Ośrodek Kultury Turystyki Górskiej PTTK na Przysłopie,
  - Ośrodek Kultury Turystyki Górskiej PTTK na Markowych Szczawinach,
  - Ośrodek Kultury Turystyki Górskiej PTTK na Turbaczu,
  - Ośrodek Kultury Turystyki Górskiej PTTK w Pieninach,
  - Ośrodek Kultury Turystyki Górskiej PTTK na Jaworzynie Krynickiej,
  - Ośrodek Kultury Turystyki Górskiej PTTK w Ustrzykach Górnych.